# One Drop
Der One Drop gehört neben Steppers und Rockers zu populärsten Schlagzeugrhythmen des Reggaes.
Der One Drop erlangte Popularität durch Carlton Barrett, den langjährigen Schlagzeuger von Bob Marley & The Wailers und The Upsetters. Wie im Reggae typisch, basiert auch der One Drop auf einem half-time-Metrum (auch: half-time-feel) im 4/4-Takt. In diesem Metrum verschiebt sich durch Verdopplung der Zählauflösung der dominante Backbeat (ursprünglich auf der zweiten und vierten) auf die dritte Zählzeit. Als Offbeat zählen die Zeiten zwei und vier. Wesentlich und namensgebend für den One Drop ist das Auslassen (engl. to drop) der Bassdrum auf dem Downbeat, d. h. auf der ersten Zählzeit. Die Bassdrum wird stattdessen zusammen mit dem typischerweise als Rimclick gespielten Backbeat auf der dritten Zählzeit gespielt. Der Backbeat wird – beeinflusst durch die Wurzeln im Calypso – mitunter durch Clave-artige Synkopierungen aufgebrochen. Die Hi-Hat wird im One Drop frei, meist jedoch mit Akzenten auf den Offbeats gespielt. Auf Grund seiner ungewöhnlichen Eigenschaften wird der Rhythmus mitunter als „auf dem Kopf stehend“ („inside out“ oder „upside down“) charakterisiert.
Der One Drop ist gleichermaßen gerade oder als Shuffle-Rhythmus spielbar.